# 8767 Commontern
8767 Commontern è un asteroide della fascia principale. Scoperto nel 1973, presenta un'orbita caratterizzata da un semiasse maggiore pari a 3,1219112 UA e da un'eccentricità di 0,1509942, inclinata di 0,65656° rispetto all'eclittica.